# Sporran

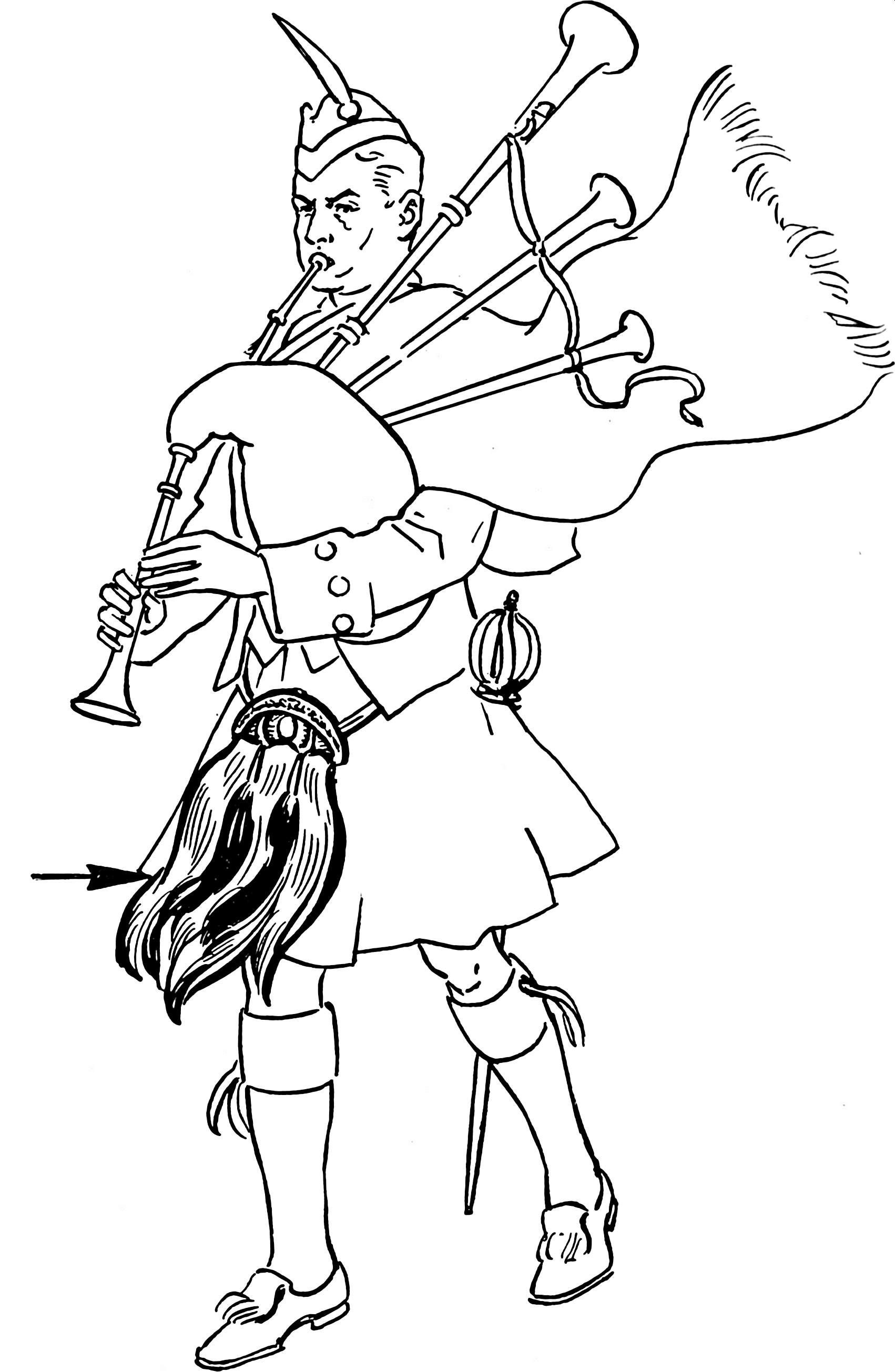
Suonatore di cornamusa in abito tradizionale delle Highlands.

Lo sporran ([ˈspɒrən], in gaelico scozzese l'equivalente dell'inglese purse, piccola borsa usata di solito anche per trasportare denaro) è un accessorio tradizionalmente indossato con il kilt scozzese, in posizione anteriore.